# Ангольское дерево
Ангольское дерево, или африканское сандальное дерево, также Бафия блестящая, Бафия яркая (лат. Baphia nitida) — африканское древесное растение, вид рода Бафия (Baphia) семейства Бобовые.
Кора и тёмно-красная древесина этого дерева используется для изготовления красного и коричневого красителя. Самый ранний краситель из неё был изготовлен в Западной Африке. Древесина этого дерева используется также в токарной производстве для изготовления рукоятей ножей и других изделий.
Ангольское дерево иногда именуется «Bar-wood», хотя это название относится также к другому дереву.
В синонимику вида входят следующие названия:
- Baphia angolensis sensu Lest.-Garl.[2]
- Baphia barombiensis Taub.
- Baphia haematoxylon (Schum. & Thonn.) Hook.
- Baphia nitida var. pubescens A.Chev.
- Carpolobia versicolor G.Don
- Carpolobia versicolor D.Don
- Delaria pyrifolia Desv.
- Podalyria haematoxylon Schum. & Thonn.